# Demineralisiertes Wasser

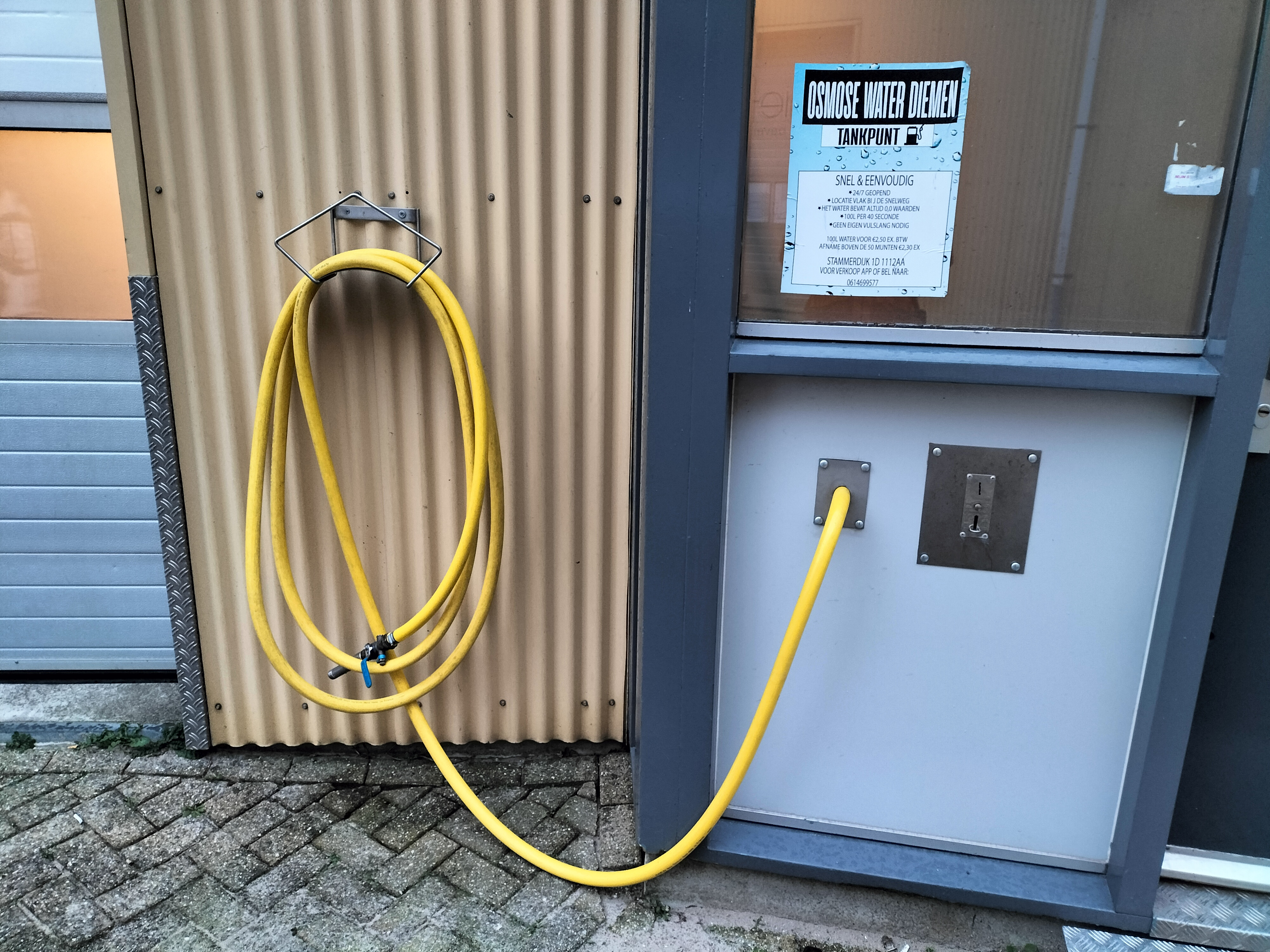
Osmosewasser für Fensterputzer

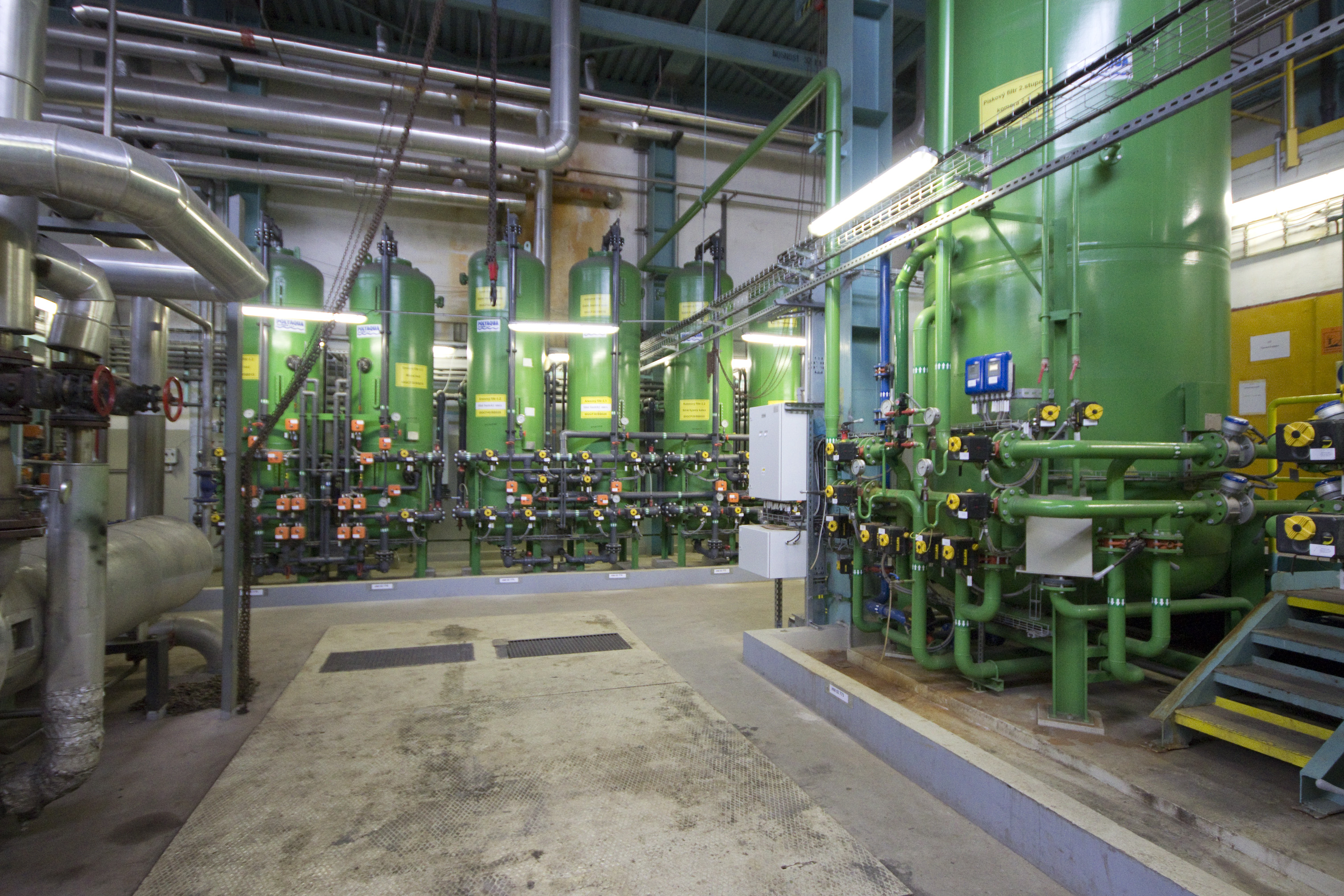
Produktion von Demineralisiertem Wasser

Demineralisiertes Wasser, auch als deionisiertes Wasser, vollentsalztes Wasser (VE-Wasser) oder Deionat bezeichnet, ist Wasser (H2O), dem die im normalen Quell- und Leitungswasser vorkommenden und als Anionen und Kationen gelösten Salze weitgehend entzogen wurden. Es kommt vor allem in technischen Anwendungen als Betriebsstoff zum Einsatz (beispielsweise als Wärmeträger im Kühlmittelkreislauf eines Kraftwerks), wird aber auch in der Chemie und der Biologie als Lösungs- und manchmal auch als Reinigungsmittel verwendet. Bestimmte Verfahren oder Anwendungen erfordern sogenanntes Reinstwasser, wo bestimmte und hohe Spezifikationen für die Reinheit eingehalten werden müssen.
Demineralisiertes Wasser wird durch Ionenaustausch aus Trinkwasser gewonnen. Eine andere Methode ist die Gewinnung aus Brauchwasser durch vorgeschaltete Umkehrosmose mit einer nachgeschalteten Restentsalzung über einen Mischbettfilter. Als Rohwasser wird bei kleineren Mengen Leitungswasser und bei größeren Mengen für industriellen Bedarf auch Oberflächen- oder Brunnenwasser verwendet. Es kommt, wenn es zusätzlich noch sterilisiert wurde, als destillatgleiches Wasser in den Handel.
Zur Bestimmung des Reinheitsgrades eines demineralisierten Wassers wird die elektrische Leitfähigkeit mit Leitwertmessgeräten gemessen. Die Leitfähigkeit wird in S/m (Siemens pro Meter) angegeben. Da demineralisiertes Wasser eine sehr geringe Leitfähigkeit aufweist, ist die gebräuchliche Einheit mS/m und im technischen Umfeld µS/cm.

## Reinheitsgrade
Die Reinheit von demineralisiertem Wasser kann anhand verschiedener Verfahren bestimmt werden. Bewertet wird dabei u. a. das Gewicht der gelösten Stoffe im Wasser oder die Verschiebung des Siede- bzw. Gefrierpunktes. Auch der Lichtbrechungsindex kann zur Bestimmung der Reinheit genutzt werden. Eine weitere marktübliche Methode ist die Bestimmung der Reinheit über die noch verbleibende elektrische Leitfähigkeit des Wasser. Es werden hierbei drei Reinheitsgrade unterschieden:
| Bezeichnung      | alternative Bezeichnungen            | Leitfähigkeit   | Typische Herstellungsverfahren                  |
| ---------------- | ------------------------------------ | --------------- | ----------------------------------------------- |
| purified water   | gereinigtes Wasser; salzarmes Wasser | 1–50 µS/cm      | Schwach basisches Mischbettsystem, Umkehrosmose |
| pure water       | Reinstwasser, reines Wasser          | 0,1–1 µS/cm     | Stark basisches Mischbettsystem                 |
| ultra pure water | hochreines Wasser                    | 0,055–0,1 µS/cm | Mischbettionenaustauscher                       |